# Unyago
Nella cultura swahili, soprattutto di Zanzibar ma anche di altre regioni (per esempio del Kenya occidentale) la parola unyago si riferiva originariamente ai riti e alle pratiche associate al passaggio all'età adulta delle ragazze (nei quali le donne più anziane insegnavano alle iniziande le regole per condurre una vita sessuale sana e morale nel matrimonio) o ai riti nuziali stessi. L'iniziazione delle ragazze era tradizionalmente associato a un periodo di danze rituali, e per estensione il termine "unyago" viene oggi usato anche per indicare il genere musicale associato a queste danze. La musica unyago viene ancora suonata e danzata nei riti di passaggio femminili, ma anche in occasioni meno formali. Le due più note interpreti di unyago di Zanzibar sono Bi Kidude e Bi Ngwali.